# Grupa warowna „Lietzmann”
Grupa warowna „Lietzmann” – jedna z 13 niemieckich grup warownych umocnień Łuku Odry-Warty (Oder-Warthe Bogen, Międzyrzeckiego Rejonu Umocnionego). Została zbudowana z myślą o obronie szosy Warszawa-Berlin na wysokości miejscowości Mostki, dodatkowo w ramach grupy warownej poszerzono miejscowe strumienie tworząc trzy kanały forteczne (701, 702 i 703) obecnie pod wspólną nazwą Kanał Niesulicki.
Grupa składa się z następujących obiektów:
- Pz.W. 668 –  mały jednokondygnacyjny schron bojowy. Wybudowany w 1935 roku, po wojnie wysadzony, zachowany w niewielkim stopniu.
- Pz.W. 669 – duży dwukondygnacyjny schron bojowy zbudowany w 1935 roku. Centralny i najsilniejszy obiekt grupy warownej „Lietzmann”. Schron nie został wysadzony, jest zachowany w stanie dobrym jednak po wojnie został pozbawiony kopuł pancernych.
- Pz.W. 670 – niewielki jednokondygnacyjny schron bojowy posiadający, dwie izby bojowe. Po wojnie wysadzony oraz pozbawiony pancerzy.
- Pz.W. 671 – niewielki jednokondygnacyjny schron bojowy posiadający, dwie izby bojowe. Schron zachowany w dobrym stanie, jednak pozbawiony elementów pancernych. Jego zadaniem była obrona przedpola wsi Mostki i linii kolejowej nr 3.

Część źródeł do grupy warownej „Lietzmann” zalicza jeszcze wybudowany w późniejszym okresie:
- Pz.W. 677 – mały jednokondygnacyjny schron bojowy, wybudowany 1937 roku dla wypełnienia luki w obronie w pobliżu kanału fortecznego nr 703. Schron zachowany w bardzo dobrym stanie, brakuje jednak odciętych elementów pancerzy.